# Antonio Busca (Orde van Malta)
Antonio Busca (Milaan, 17 februari 1767 - aldaar, 19 mei 1834) was een Italiaans edelman en luitenant-grootmeester van de Orde van Malta vanaf 1821 tot aan zijn dood.

## Biografie
Hij was een afstammeling van de schilder Antonio Busca en behoorde tot een Milanese adellijke familie. In 1779 werd hij opgenomen in de Orde van Malta. Net zoals zijn voorganger slaagde hij er niet in om het eiland Malta van de Britten terug te krijgen.
In 1822 leidde hij een groep vrijwillige ridders aan in de Griekse Onafhankelijkheidsoorlog. Indertijd was Catania de hoofdzetel van de Orde. In 1826 verplaatste hij deze naar Ferrara. Hij werd na zijn dood opgevolgd door Carlo Candida.